# Vliegtuigromp

Romp van een Boeing 737, hier bruin gekleurd

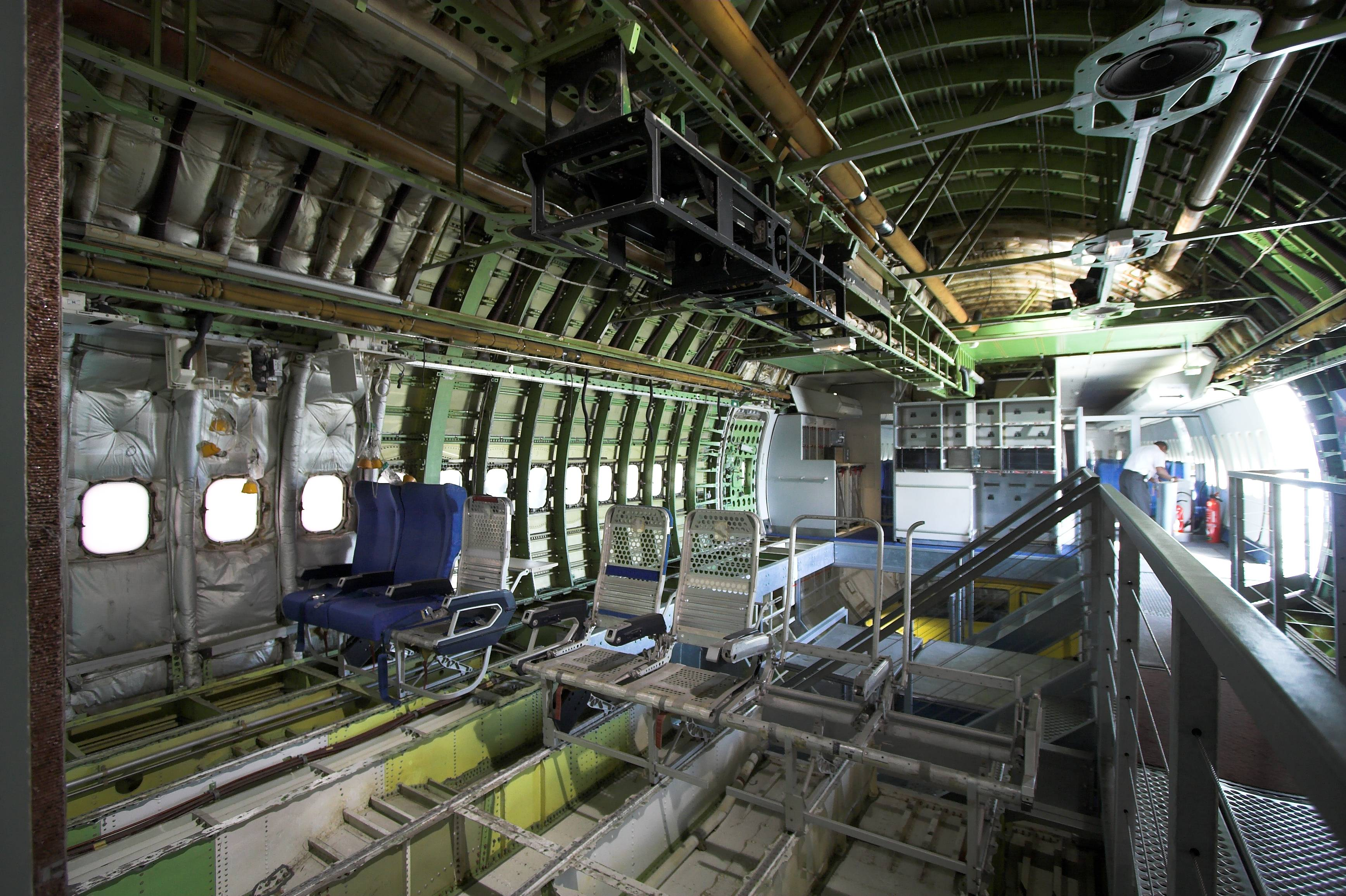
Interieur van een Boeing 747 romp

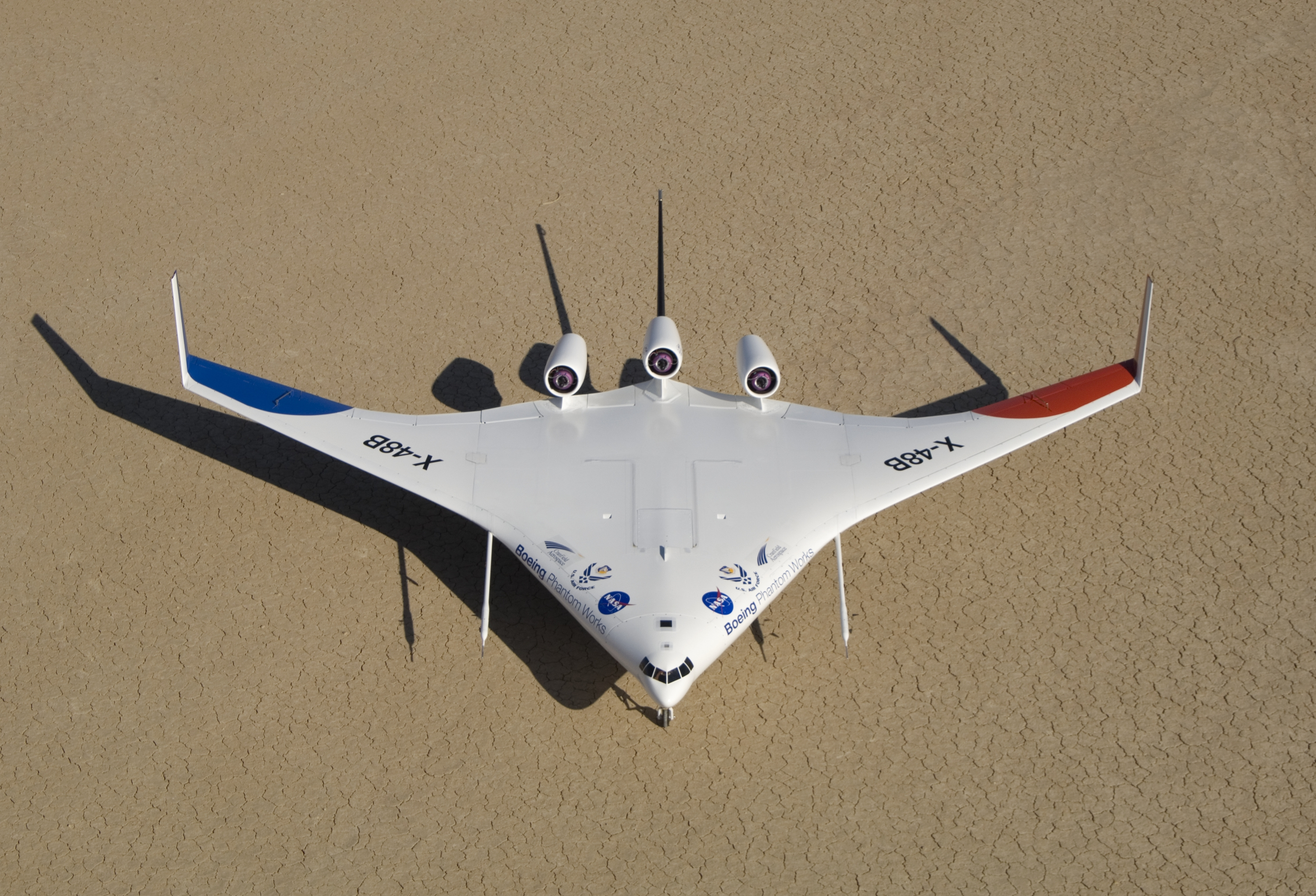
Boeing X-48 vliegende vleugel

De  vliegtuigromp is het hoofdgedeelte van een vliegtuig. Hier zitten de piloten, passagiers en bagage. Bij eenmotorige toestellen zit de motor in de romp. De romp kan behalve als zit- en opslagplaats ook een rol spelen bij de stabilisatie van het vliegtuig en het sturen.
De romp van het vliegtuig is een lange holle buis waaraan alle onderdelen, zoals de vleugels, motoren en staart, zijn vastgemaakt. De romp is hol om het gewicht zo laag mogelijk te houden. Bij oude vliegtuigen was de romp vaak een houten constructie, maar tegenwoordig is de romp gemaakt van aluminium of composiet materiaal.
Op een vliegtuig zitten de piloten in een cockpit aan de voorkant van de romp. Passagiers en vracht worden achter in de romp vervoerd en de brandstof wordt meestal in de vleugels opgeslagen. Voor een gevechtsvliegtuig bevindt de cockpit zich normaal gesproken bovenop de romp, worden wapens op de vleugels gedragen en worden de motoren en brandstof aan de achterkant van de romp geplaatst.
Het gewicht en lading wordt over het hele vliegtuig verdeeld. De romp draagt, samen met de passagiers en vracht, een aanzienlijk deel bij aan het gewicht van een vliegtuig. Verder zijn de vleugels, inclusief de brandstof, zwaar.
Het zwaartepunt van het vliegtuig zit meestal in de romp. Tijdens de vlucht draait het vliegtuig rond het zwaartepunt vanwege de koppels die worden gegenereerd door het hoogteroer, het roer en de rolroeren. De romp moet sterk genoeg zijn om al deze koppels te weerstaan.
De romp kan verschillende vormen hebben en is afhankelijk van de functie van het vliegtuig. Een supersonisch gevechtsvliegtuig heeft een zeer slanke, gestroomlijnde romp om de luchtweerstand die gepaard gaat met vliegen op hoge snelheid te verminderen. Een vliegtuig heeft een bredere romp om veel passagiers en/of vracht te vervoeren. 

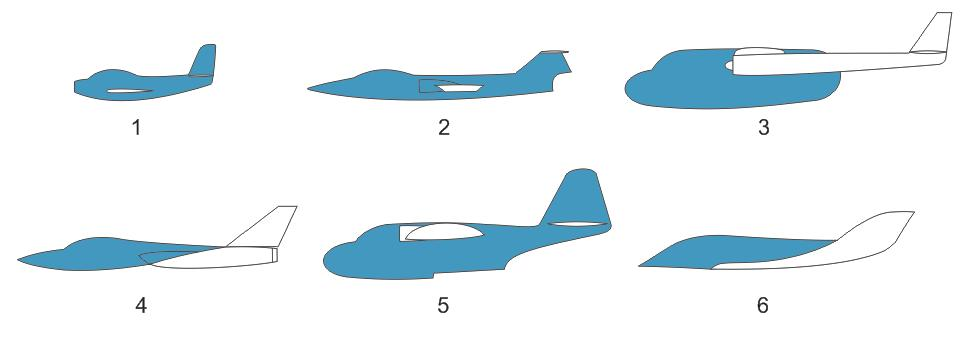

Een vliegende vleugel bestaat (nagenoeg) uitsluitend uit een vleugel waarbij een romp ontbreekt.